# 洛塔林吉亞的吉斯勒貝爾
吉塞尔伯特（890年—939年10月2日），洛林公爵雷尼埃的儿子，也是神圣罗马皇帝洛泰尔一世的直系后代。939年去世之前一直担任洛塔林吉亚公爵。

## 早期经历
吉塞尔伯特的父亲雷吉纳是洛塔林吉亚当地的实力派，通过在东西法兰克王国之间纵横捭阖终于于915年从夏尔三世处获得了洛塔林吉亚边境伯爵的头衔，之后不久即去世。吉塞尔伯特作为其长子继承了父亲的大部分头衔，但由于夏尔三世的猜忌，洛塔林吉亚的大权旁落于宫相维吉里克和权臣埃格农。为了重现父亲一代的辉煌，吉塞尔伯特动用了手中掌握的教会财产以招募军队，终于在920年与夏尔三世公开为敌并自封洛林第一公民。922/923年夏尔三世被罢黜之后局势更加混乱，洛林居民纷纷逃往东法兰克王国以保护自己不受匈牙利人和维京人的袭扰。吉塞尔伯特也在这一时期投靠了东部国王亨利一世，后者923~925年打下了整个洛塔林吉亚，并于926年任命弗兰肯的埃贝哈德为洛塔林吉亚摄政。928年亨利封吉塞尔伯特为洛林公爵并把女儿戈尔倍加嫁给了他。

## 发动叛乱
亨利一世统治期间吉塞尔伯特一直对其忠心耿耿，直到奥托一世继位开始加强王权。因为西部王国的公爵权力更大，936年吉塞尔伯特倒向西法兰克的路易四世。直到他在安德纳赫之战中阵亡为止的三年间洛塔林吉亚公国处于事实上的独立。在战斗中吉塞尔伯特先是被俘，后来奋力逃脱并试图渡过莱茵河，却在河中溺毙。洛塔林吉亚公国之后被转封奥托的弟弟亨利。